# Runaway (canción de Bon Jovi)
«Runaway» es el primer sencillo de la banda de rock estadounidense Bon Jovi. Fue grabado originalmente en 1981 para los llamados "Power Station Demos" al comienzo de la carrera del cantante Jon Bon Jovi, respaldado por músicos de sesión. Está interpretada por Jon junto a la banda The All Star Review.
Es la canción con la que se dio a conocer a Jon Bon Jovi en la radio en 1983, ya que el vocalista la había grabado antes de formar la banda, pero está incluida en el primer álbum del grupo, titulado Bon Jovi.
Se trata de una canción escrita en 1980 y uno de los tantos demos que Jon había grabado en el estudio en el que trabajaba como asistente en esos años, y que posteriormente se incluirían en el recopilatorio The Power Station Years.
La letra de la canción trata sobre una joven que tras huir de casa de sus padres se ve obligada a realizar actos ilícitos para ganarse la vida, denunciando de esa forma la difícil situación en la que vivían muchos jóvenes en esa época.

## Video Musical
El videoclip de "Runaway" trata de una joven que escapa de su hogar y se rebela contra sus padres. Mientras esta historia se desarrolla, Bon Jovi realiza una actuación en una especie de edificación en ruinas. En dicha actuación destacan recursos como el fuego, las explosiones y el humo, los cuales fueron muy utilizados en los 80's. Además, durante todo el vídeo persiste el ambiente terrorífico y las escenas de rebeldía. La joven fue interpretada por Jennifer Gatti.

«Odio los vídeos. Si me quieres torturar, átame y oblígame a ver nuestros cinco primeros vídeos. Por primera vez habíamos grabado un disco, todos estábamos emocionados y alguien decidió que teníamos que hacer un vídeo para Runaway. Y en lugar de hacerlo sobre el argumento de la canción, se cambió el concepto. Es el peor pedazo de mierda que he visto en mi vida. Se ve a una chica con fuego saliendo de los ojos. Ellos nos vistieron. Richie lleva un traje y unos zapatos que son tres tallas más grandes. Nos mantenían mojados con esta solución grasienta para que pareciera que estábamos sudando. Parecemos imbéciles.»
Jon Bon Jovi en una entrevista para la revista Spin (1986).

## Lista de Canciones
| Sencillo 7" (Estados Unidos) |             |          |  |
| N.º                          | Título      | Duración |  |
| 1.                           | «Runaway»   | 3:54     |  |
| 2.                           | «Love Lies» | 4:08     |  |

| Sencillo 7" (Reino Unido) |                   |          |  |
| N.º                       | Título            | Duración |  |
| 1.                        | «Runaway»         |          |  |
| 2.                        | «Breakout (Live)» |          |  |

## Personal
- Jon Bon Jovi - Voz principal, coros y guitarra rítmica.
- Tim Pierce - Guitarra principal y coros.
- Roy Bittan - Sintetizador y coros.
- Hugh McDonald - Bajo y coros.
- Frankie LaRocka - Batería.

## En la cultura popular
- En Footloose (1984) el actor Kevin Bacon baila la canción.
- En la película Paul Blart: Mall Cop (2009), hay una escena en la que un cantante interpreta esta canción en una fiesta dentro de un bar.[7]
- Es utilizada en una escena de la segunda temporada de la serie Stranger Things de Netflix (2018).
- Es utilizada en una escena de la película Bumblebee (2018).[8]
- En Superman & Lois Se usa en un capítulo de la última temporada para la boda Kyle.
- La canción se puso a disposición para su descarga el 9 de noviembre de 2010 para su uso en el videojuego musical Rock Band 3 tanto en el modo Basic rhythm como en el modo PRO.[9]